# Batthyány Ádám (országbíró)
Németújvári gróf Batthyány II. Ádám (Bécs, 1662. szeptember 13. – Bécs, 1703. augusztus 26.) országbíró, a Dunántúli hadak főgenerálisa.

## Élete
1662-ben született Batthyány Kristóf (meghalt 1685-ben, 53 évesen) és Palocsay Mária fiaként. Édesapja császári-királyi kamarás, titkos tanácsos, Vas megye főispánja, a Dunáninneni részek főkapitánya, és főpohárnokmester volt, aki 1683-ban részt vett Bécs védelmében.
1685-ben a dunántúli kerületi és a Kanizsával szembeni végvidék főkapitány (Supremus Generalis confiniorum Canisae oppositorum), főpohárnokmester (1687–1693), altábornagy (Feldmarshall-leutnant, 1691). Jelen volt Bécs védelmétől kezdve a törökök elleni minden táborozásban, 1688-ban Székesfehérvárt, 1690. április 13-án Kanizsát foglalta vissza a törököktől. Ezt követően őt nevezték ki a vár új parancsnokává, és leltárt készített az ott talált hadi felszerelésekről. Mivel azt a parancsot kapta a Haditanácstól, hogy a magyar helyőrséget szerelje le Kanizsáról, és helyükbe német zsoldosokat vezényeljen, Batthyány lemondott a várkapitányi tisztségről (megbízható emberét, Berger Kristóf ezredest nevezte ki az udvar). Lemondása után, származása révén, Batthyány Ádám Vas vármegye örökös főispánja (1691) lett, később, horvát bán (1693–1700), országbíró (1700–1703), valamint dalmát bán is.

## Házassága és gyermekei
Felesége 1693-tól Eleonora Strattmann (1677. május 29. – 1741. november 25.) volt, kitől két fia született:
- gróf  németújvári Batthyány Lajos (?, 1696. március 17. – ?, 1765. október 26.) kancellár, valamint 1751-től nádor.
- gróf (majd herceg) németújvári Batthyány Károly (Rohonc, 1698. április 28. – Bécs, 1772. április 13.) tábornagy, nagybirtokos.